# 格奥尔格·纳格尔
格奥尔格·纳格尔（德語：Georg Nagel，1953年8月24日—），德国魏恩加滕人，维尔茨堡大学教授、生物物理学家，研究成果包括与彼得·黑格曼共同发现的光敏感通道蛋白，开创了光遗传学的新领域，也因而获得2020年邵逸夫奖。